# Göte Turesson
Göte Wilhelm Turesson, född 6 april 1892 i Malmö, död 30 december 1970 i Uppsala, var en svensk botaniker och genetiker som gjorde betydelsefulla insatser inom populationsgenetiken.

## Biografi
Turesson studerade vid University of Washington där han 1914 tog bachelorexamen och 1915 masterexamen, varefter han återvände till Sverige och Lunds universitet. 1921 blev han docent i botanik och genetik och 1922 filosofie doktor i Lund. 1922-1927 var han lektor i Lund, 1927-1931 bedrev han forskning vid växtförädlingsanläggningen i Weibullsholm och 1931-1935 arbetade han som forskardocent vid Lunds universitet. 1935-1959 var han professor i botanik och genetik vid Lantbrukshögskolan i Ultuna.
Turesson var en pionjär i att studera genetiska skillnader inom växtarter som innebar en anpassning till deras habitat. Han införde bland annat begreppet ekotyp för att beskriva sådana anpassade varianter.